# Anne Percin
Pour les articles homonymes, voir Percin.
Œuvres principales
- L'Âge d'ange (2008)
- Comment (bien) rater ses vacances (2010)
- Comment (bien) gérer sa love Story (2011)
- Le Premier Été (2011)
- Western girl (2013)
- Ma mère, le crabe et moi (2015)

Anne Percin, née le 26 novembre 1970 à Épinal en France, est une écrivaine française.

## Biographie

### Enfance et formation
Anne Percin naît d'un père mécanicien et d'une mère mécanographe[réf. nécessaire].   
Elle commence à écrire à l’âge de 11 ans.  
Elle passe son enfance et poursuit des études de lettres à Strasbourg où elle consacrera son mémoire de Maîtrise au mouvement Dada avant d'aller enseigner en région parisienne, puis en Bourgogne[réf. nécessaire].   

### Carrière
Anne Percin est l’autrice de nombreux romans pour adolescents. Elle écrit aussi pour les adultes. Au total, en 2024, elle a déjà publié plus d'une vingtaine de romans.
En 2003, elle devient professeure de français d'un collège de Saône-et-Loire. 
En 2006, elle publie un premier roman pour adulte intitulé Point de côté. Ensuite, elle se met à écrire pour les adolescents. En parallèle, depuis 2009, elle revient au roman pour adultes. 
En 2014, elle publie un roman épistolaire sur la peinture, Les Singuliers,. Il remporte le prix littéraire de la Fondation de France.
En 2019, son roman Ma mère, le crabe et moi, qui raconte l'histoire d'une adolescente confrontée au cancer de sa mère, est adapté en téléfilm avec Lorette Nyssen et Émilie Dequenne,. Le livre remporte l'édition 2017 du Prix RTS Littérature Ados.
En 2024, son roman Les Loups de Babylone fait partie du top 20 des meilleurs polars et romans noirs de 2024 du magazine Télérama. « Anne Percin orchestre avec finesse ces différentes trames, sème le doute, et reconstitue le puzzle dans un dénouement élégant. D’autant plus remarquable que Les Loups de Babylone est son premier polar. » peut-on y lire. Le roman raconte l'histoire d'Estéban Perrault, un collégien appartenant à une communauté écologiste au fin fond du Larzac qui se tient à l'écart des autres jusqu'à l’arrivée de Cassandra, une « enfant placée », et le début d'une enquête sur la disparition d’une jeune fille près de la communauté d’Estéban.   
Parallèlement, elle va régulièrement à la rencontre des jeunes lecteurs,,,.   

### Vie privée
Après avoir successivement habité en Alsace, en Picardie puis à Paris, Anne Percin s'installe dans le département de Saône-et-Loire en 2003.  

## Œuvre
- 2006 : Point de Côté, Éditions Thierry Magnier
- 2007 : Servais des collines, Oskar Jeunesse
- 2008 : Né sur X, Éditions Thierry Magnier
- 2008 : L'Âge d'ange, L'École des Loisirs
- 2009 : N'importe où hors de ce monde, Oskar Jeunesse, 2009
- 2009 : Bonheur Fantôme, Éditions du Rouergue
- 2010 : À quoi servent les clowns ?, Éditions du Rouergue
- 2010 : Comment (bien) rater ses vacances, Éditions du Rouergue
- 2011 : Le Premier Été, Éditions du Rouergue
- 2011 : Comment (bien) gérer sa love Story, Éditions du Rouergue
- 2012 : Comment devenir une rock star (ou pas), Éditions du Rouergue
- 2013 : Western girl, Éditions du Rouergue
- 2014 : Les Singuliers, Éditions du Rouergue
- 2015 : Ma mère, le crabe et moi, Éditions du Rouergue
- 2016 : Sous la vague, Éditions du Rouergue
- 2017 : Comment maximiser (enfin) ses vacances, Éditions du Rouergue
- 2024 : Les Loups de Babylone La Manufacture de livres

## Récompenses et distinctions

### Récompenses
- 2008 : Né sur X : prix des collégiens de l'Hérault.
- 2010 :
  - L'Âge d'ange
    - Prix des Dévoreurs de livres - 3e[15]
    - Prix Hautes-Pyrénées, tout en auteurs - 13-15 ans[16]

  - Bonheur fantôme : prix Jean Monnet des Jeunes Européens[17]
- 2012 : Le Premier Été : prix Biblioblog[18]
- 2015 :
  - Western Girl : prix des Zincorréziens
  - Les Singuliers : prix Charles Oulmont de la Fondation de France[1]
- 2017 : Ma mère, le crabe et moi : Prix Gr'Aisne de critique (2017) et Prix RTS Littérature Ados (2017)[8]

### Sélections
- Sélection du prix littéraire des Hebdos en Région 2010 (Bonheur Fantôme)
- Sélection Prix de la citoyenneté, décerné par la F.O.L. (L'Âge d'ange)
- Sélection Prix 2010 de la Télévision Suisse Romande (L'Âge d'ange)
- Sélection La 25e heure du livre, Le Mans (L'Âge d'ange)
- Sélection Prix Tam-Tam Je Bouquine (L'Âge d'ange)
- Sélection Escapages (L'Âge d'ange)
- Sélection du prix Farniente 2010, Belgique (L'Âge d'ange)
- Sélection pour le prix des lycéens allemands, 2010 (L'Âge d'ange)
- Sélection du prix Farniente 2011, Belgique (Comment (bien) rater ses vancances)

## Adaptation à la télévision
- 2018 : Ma mère, le crabe et moi de Yann Samuell, téléfilm adapté du roman éponyme[7].